# Acanthodactylus boskianus
Acanthodactylus boskianus (гребнепала ящірка Боска) — вид ящірок родини ящіркових (Lacertidae). Мешкає в Африці та на Близькому Сході. Вид названий на честь французького натураліста Луї Боска.

## Опис

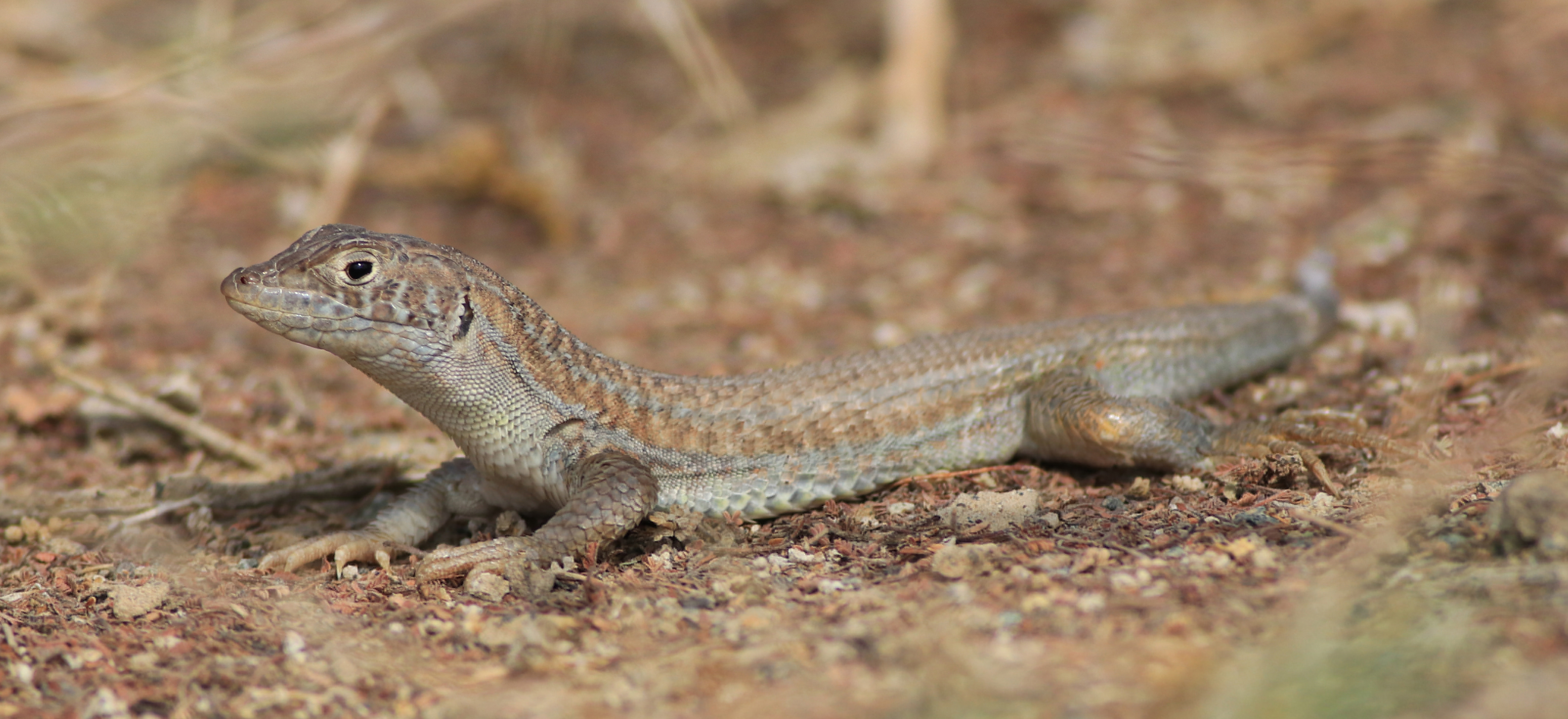
Самець гребнепалої ящірки Боска (ОАЕ)

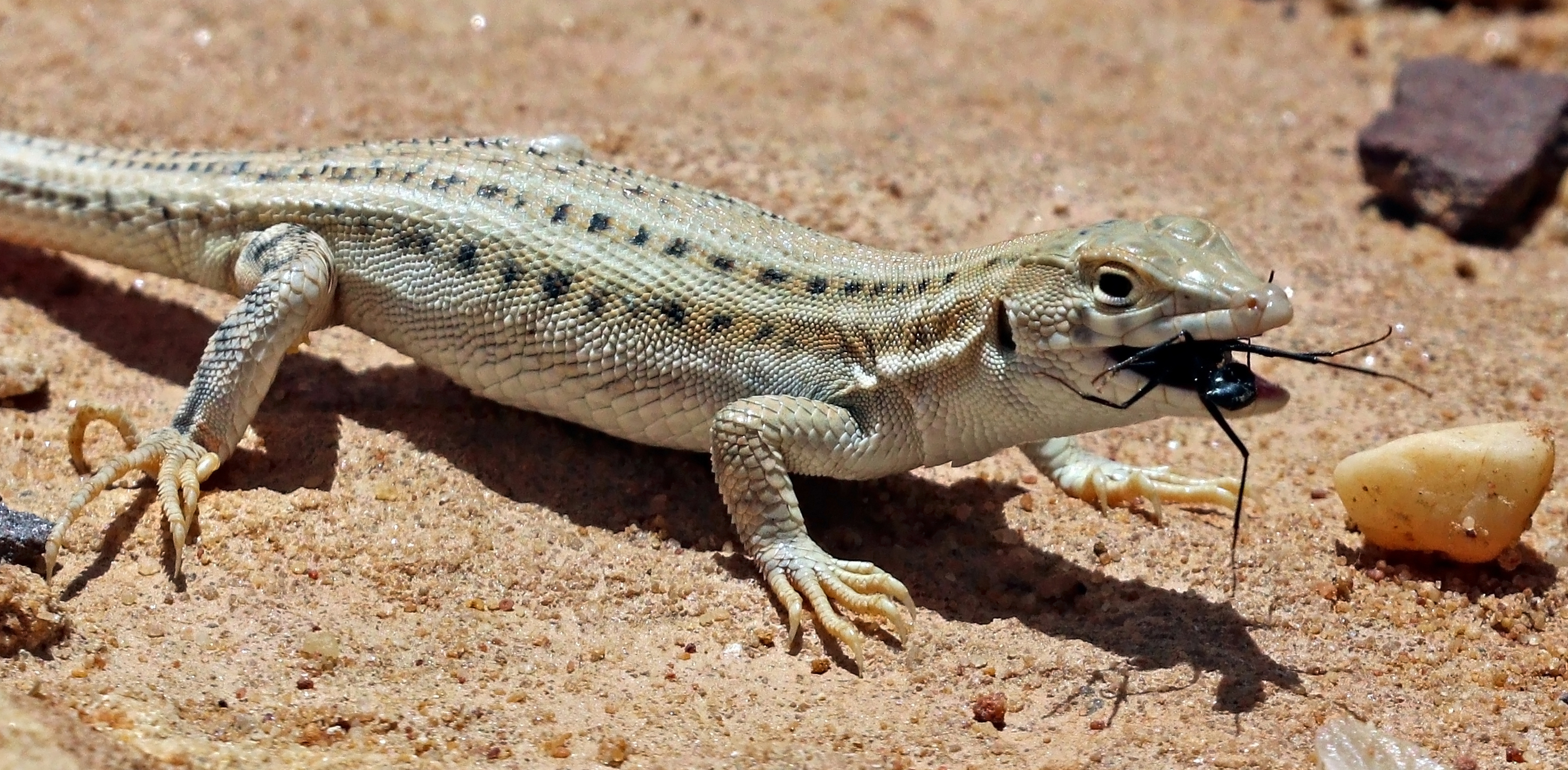
Молода гребнепала ящірка Боска поїдає комаху

Acanthodactylus boskianus — ящірка середнього розімру, довжина якої (без врахування хвоста) становить 5-8 см. Самці є дещо більшими за самиць. На лапах тонкі довгі пальці з характерними "гребінцями". Верхня частина тіла оливково-сіра, на спині 5 поздовжніх смуг, з яких середня розділяється на шиї. Нижня частина тіла білувата, у самиць нижня частина хвоста стає червоною під час сезону розмноження. У молодих ящірок хвіст синій.

## Підвиди
Виділяють три підвиди:
- Acanthodactylus boskianus asper (Audouin, 1829) — від Західної Сахари і Мавританії до Еритреї, південної Туреччини і ОАЕ;
- Acanthodactylus boskianus boskianus (Daudin, 1802) — Дельта Нілу, Синай;
- Acanthodactylus boskianus euphraticus Boulenger, 1919 — Ірак, захід Ірану.

## Поширення і екологія
Гребнепалі ящірки Боска мешкають в Західній Сахарі, Мавританії, Малі, Буркіна-Фасо, Нігерії, Нігері, Чаді, Марокко, Алжирі, Тунісі, Лівії, Єгипті, Судані, Еритреї, Ізраїлі, Йорданії, Лівані, Сирії, Саудівській Аравії, Ємені, Омані, Об'єднаних Арабських Еміратах, Кувейті, Туреччині, Іраці та Ірані. Вони живуть в піщаних і глинистих пустелях і напівпустелях, зокрема в Сахарі та в Аравійській пустелі. в степах, зокрема на півночі Сахелю, серед скель, у ваді і оазах та на прибережних дюнах. На Синаї зустрічаються на висоті до 1500 м над рівнем моря. Живляться комахами, відкладають яйця. Самці демонструють територіальну поведінку.